# Good Bye
Good Bye (reso graficamente come good bye) è il diciassettesimo singolo degli High and Mighty Color, pubblicato solo digitalmente il 9 agosto 2009.

## Il disco
È il secondo ed ultimo singolo estratto dall'album Swamp Man.
Scritto da Halca, Yūsuke e Meg, il brano è caratterizzato numerosi scream e da un assolo eseguito in duetto da entrambi i chitarristi.
Per il singolo venne girato un videoclip, che mostrava la band eseguire il brano in una stanza quasi completamente buia, impedendo così la visione dei loro volti (tranne Halca, per pochi istanti) nonostante numerosi primi piani.

## Lista tracce
1. Good Bye (Halca, Yūsuke, Meg)  – 4:13
2. Good Bye (video) – 4:24

## Formazione
- Halca – voce
- Yūsuke – voce
- Meg – chitarra solista, sintetizzatore
- Kazuto – chitarra ritmica
- Mackaz – basso
- Sassy – batteria